# فرودگاه اینسبروک
فرودگاه اینسبروک (به انگلیسی: Innsbruck Airport) یک فرودگاه با کد یاتا INN است که یک باند فرود آسفالت دارد و طول باند آن ۲۰۰۰ متر است. این فرودگاه در شهر اینسبروک کشور اتریش قرار دارد و در ارتفاع ۵۸۱ متری از سطح دریا واقع شده‌است.

## شرکت‌های هواپیمایی و مقصدهای پروازی
| شرکت‌های هواپیمایی     | مقصدهای پروازی |
| --------------------- | --- |
| آسترین ایرلاینز       | فرانکفورت، وین فصلی: بوریسپیل، جزیره کوس، گاتویک، دوموده‌دوو، گاردرموئن اسلو چارتر فصلی: آنتالیا، بیرمنگام، بریستول، کگلیاری-الماس، کپنهاگ، کورفو، ادینبرو، گوتنبرگ-لاندوتر، هراکلین، لارناکا، استانستد لندن، رود، ساوت‌همپتون، زادر |
| بریتیش ایرویز         | هیترو لندن فصلی: گاتویک |
| CityJet               | چارتر فصلی: بیرمنگام |
| چک ایرلاینز           | چارتر فصلی: بول |
| ایزی‌جت                | گاتویک فصلی: بریستول، لوتن لندن |
| یورو وینگز            | دوسلدورف (آغاز از ۳ دسامبر ۲۰۱۷), کلن بن (آغاز از ۷ دسامبر ۲۰۱۷) فصلی: هامبورگ (آغاز از ۲ دسامبر ۲۰۱۷) |
| فن‌ایر                 | فصلی: هلسینکی |
| فلای‌بی                | چارتر فصلی: منچستر |
| شرکت هواپیمایی اسرایر | چارتر فصلی: بن گوریون |
| هواپیمایی اسکاندیناوی | فصلی: کپنهاگ، گاردرموئن اسلو، استکهلم-آرلاندا |
| اس۷ ایرلاینز          | فصلی: دوموده‌دوو، پالکوو (آغاز از ۲۹ دسامبر ۲۰۱۷) |
| Thomas Cook Airlines  | فصلی: گاتویک، منچستر |
| Thomson Airways       | چارتر فصلی: بیرمنگام، ادینبرو، دوبلین، گاتویک، استانستد لندن، منچستر، نیوکاسل |
| ترانساویا.کام         | اسخیپول آمستردام فصلی: آیندهوون، روتردام دی‌هیگ |
| TUI fly Belgium       | فصلی: آنتورپ (آغاز از 2۲ دسامبر ۲۰۱۷) |